# Golden Globe Awards 2012

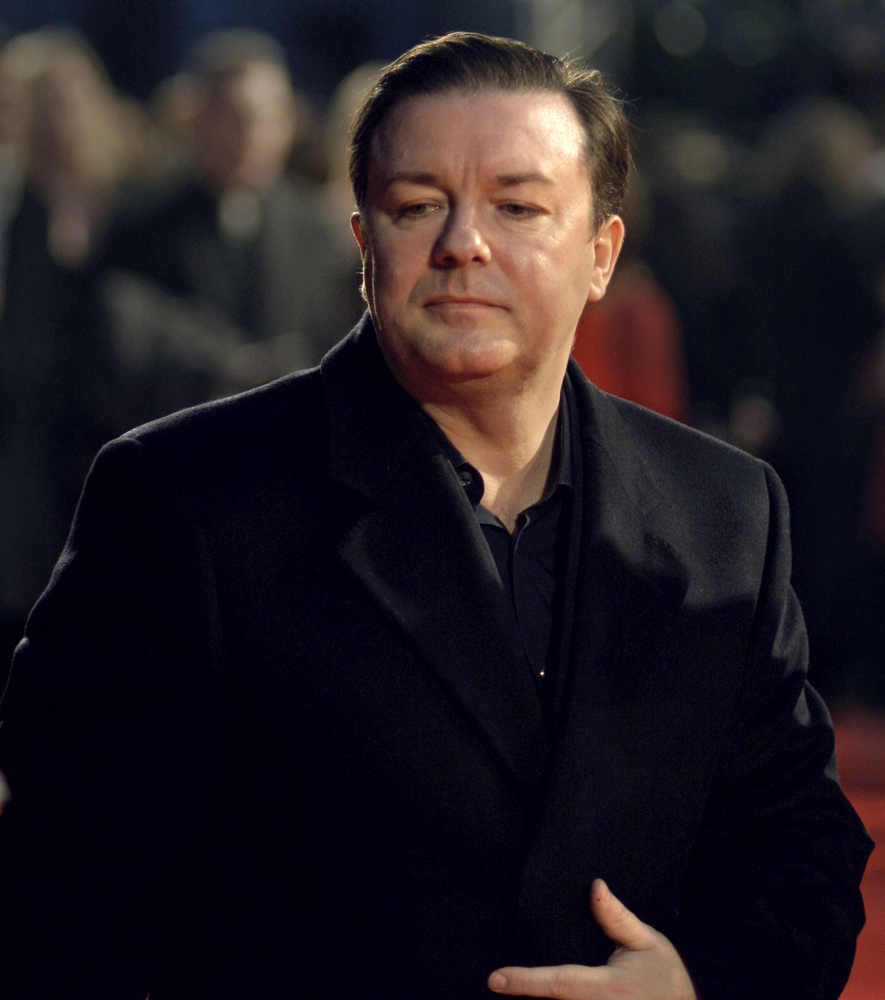
Ricky Gervais, Gastgeber der 69. Golden Globe Awards

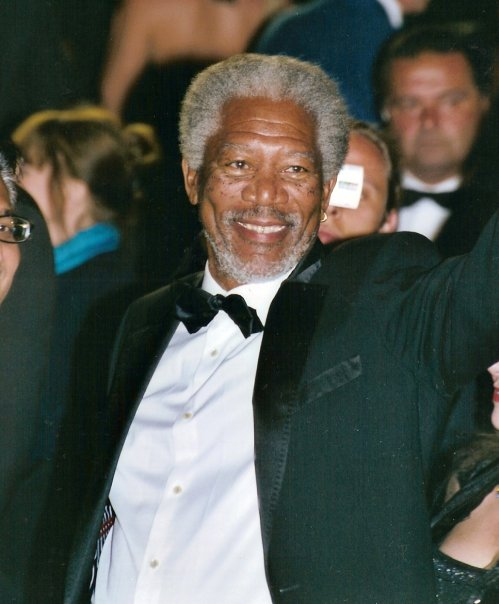
Morgan Freeman, Preisträger des Cecil B. DeMille Award

Die Golden Globe Awards 2012 wurden von der Hollywood Foreign Press Association (HFPA), einer Vereinigung internationaler Filmjournalisten, am 15. Januar 2012 zum 69. Mal vergeben. Die Auszeichnung wurde in insgesamt 25 Kategorien für herausragende Leistungen in den Bereichen Film und Fernsehen verliehen. Die Verleihung fand im Rahmen eines Galadiners im Beverly Hilton Hotel in Beverly Hills statt.
Die Moderation übernahm im dritten Jahr in Folge, nach der Preisverleihung im Jahr 2010 und jener des Jahres 2011, der Komiker Ricky Gervais.

## Favoriten
Die Nominierungen in den 25 Kategorien waren am 15. Dezember 2011 bekanntgegeben worden. Diese Aufgabe hatten die Schauspieler Woody Harrelson, Sofía Vergara, Gerard Butler und Rashida Jones übernommen. Berücksichtigt wurden Spielfilme und Fernsehprogramme, die erstmals zwischen dem 1. Januar und dem 31. Dezember 2011 aufgeführt wurden. Fremdsprachige Filme mussten im Ursprungsland zwischen dem 1. November 2010 und dem 31. Dezember 2011 uraufgeführt worden sein.
Mit insgesamt sechs Nominierungen galt die The Artist von Michel Hazanavicius als Favorit in der Sparte Film. Die Stummfilm-Hommage konnte ihrem Favoritenstatus gerecht werden und gewann drei Preise (Beste Komödie/Musical, Beste Hauptdarsteller in einer Komödie/Musical – Jean Dujardin, Beste Filmmusik). Zwei Golden Globe Awards erhielt Alexander Paynes Tragikomödie The Descendants – Familie und andere Angelegenheiten (Bestes Drama, Bester Hauptdarsteller in einem Drama – George Clooney), die fünf Nominierungen erhalten hatte. Auf die gleiche Anzahl an Nennungen war das Rassismus-Drama The Help von Tate Taylor gekommen, dass in der Kategorie Nebendarstellerin (Octavia Spencer) honoriert wurde. Woody Allens viermal nominierte Liebeskomödie Midnight in Paris wurde mit dem Drehbuchpreis ausgezeichnet. Auf je vier Nominierungen aber keine Auszeichnung kamen der Polit-Thriller The Ides of March – Tage des Verrats von George Clooney und Bennett Millers Sportler-Drama Die Kunst zu gewinnen – Moneyball.
Ryan Gosling (The Ides of March, Crazy, Stupid, Love.) und Kate Winslet (Der Gott des Gemetzels, Mildred Pierce) wurden in je zwei Kategorien für ihre schauspielerischen Leistungen nominiert. Winslet gewann den Preis für Mildred Pierce. Auf ebenfalls zwei Nominierungen kam die Schauspielerin Glenn Close (Albert Nobbs), die auch den Text zum Filmsong beisteuerte. Der deutsch-irische Schauspieler Michael Fassbender, der für seine Rolle in Shame bereits bei den Filmfestspielen von Venedig ausgezeichnet worden war, wurde in der Kategorie Bester Hauptdarsteller – Drama nominiert, hatte aber gegenüber George Clooney das Nachsehen.
In der Sparte Fernsehen hatten die bereits mit dem Emmy ausgezeichnete Serie Downton Abbey und der Fernsehmehrteiler Mildred Pierce die meisten Nominierungen erhalten (je vier). Zweimal wurde die Fernsehserie Homeland prämiert (Beste Fernsehserie – Drama, Beste Serien-Hauptdarstellerin in einem Drama – Claire Danes).

## Preisträger und Nominierte im Bereich Film

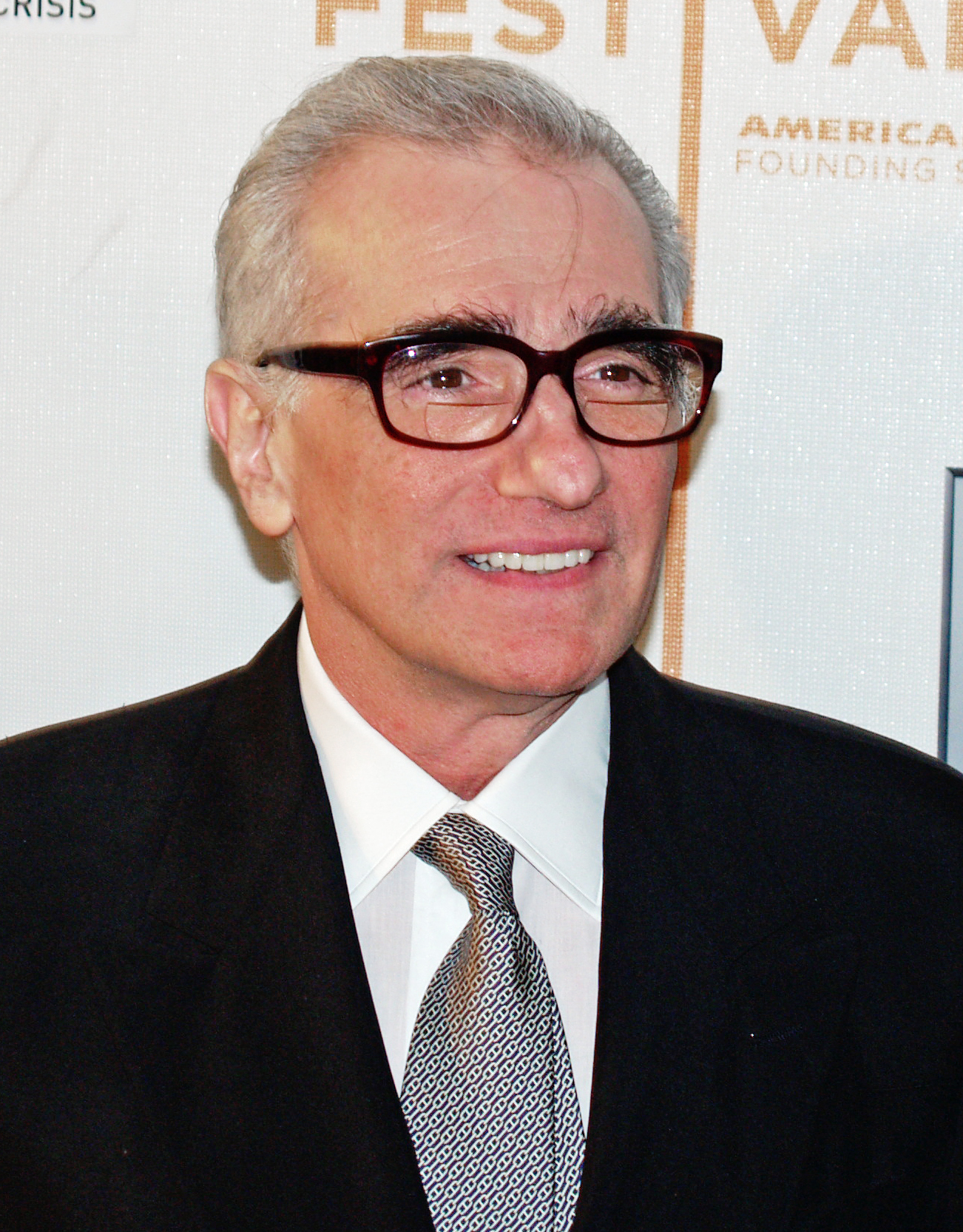
Ausgezeichnet für die beste Regie: Martin Scorsese

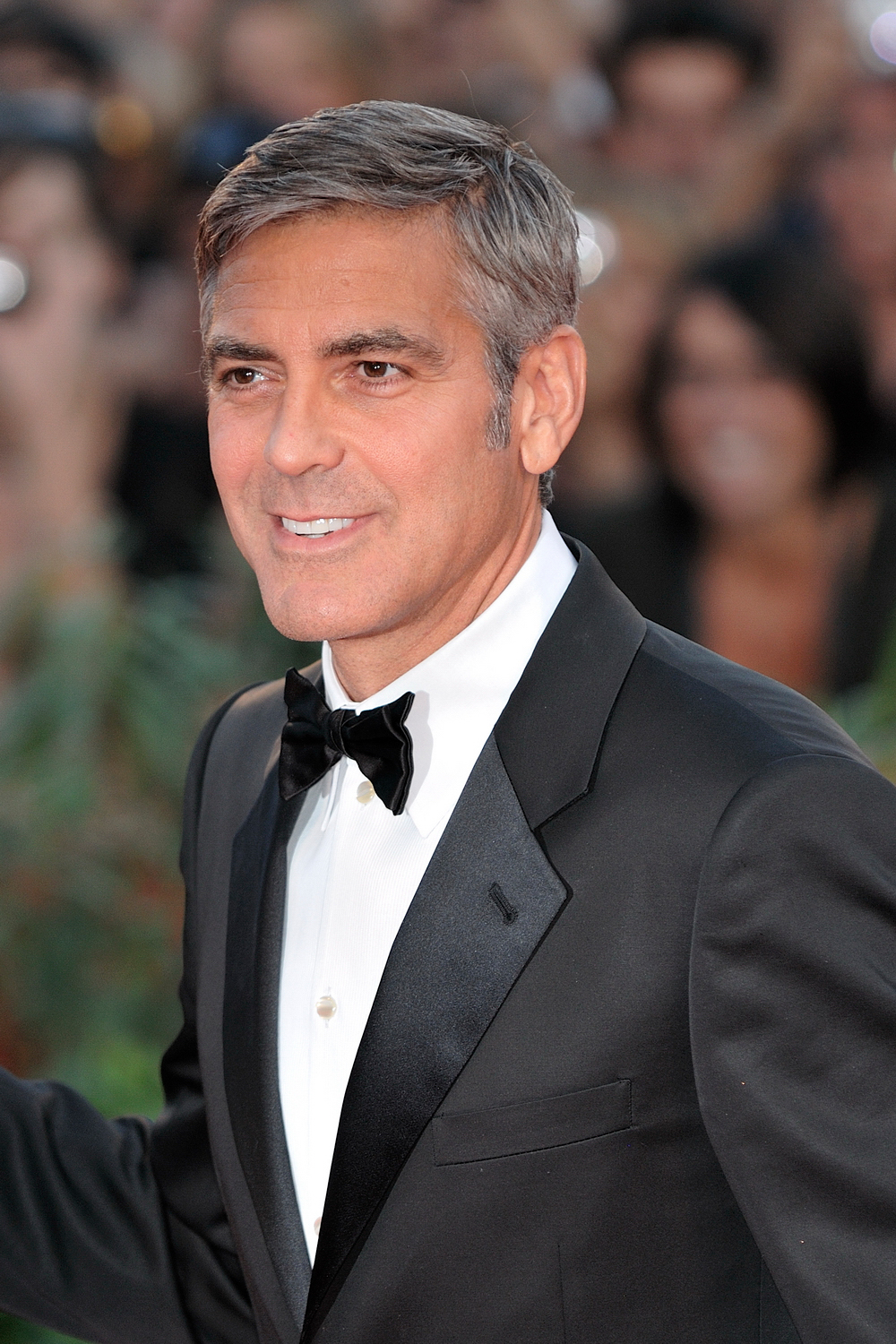
Bester Hauptdarsteller in einem Drama: George Clooney

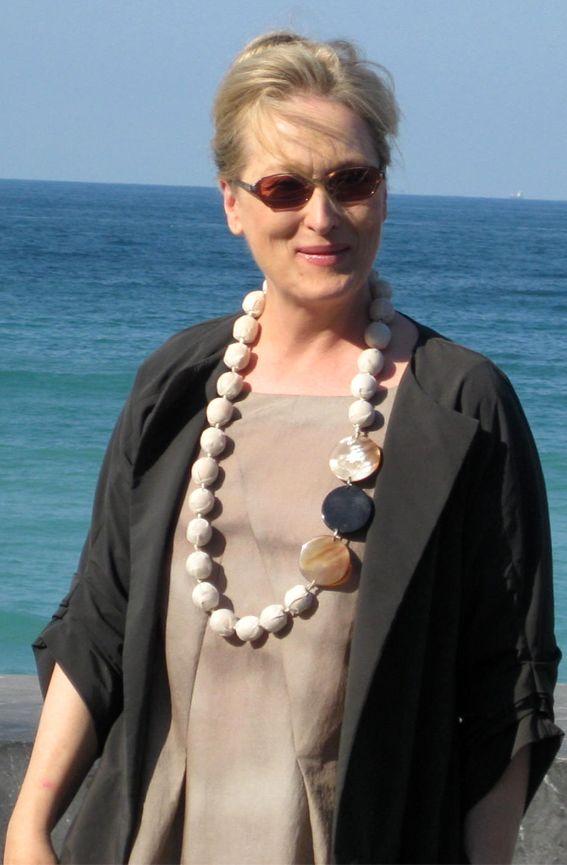
Für ihr Porträt als Margaret Thatcher preisgekrönt: Meryl Streep

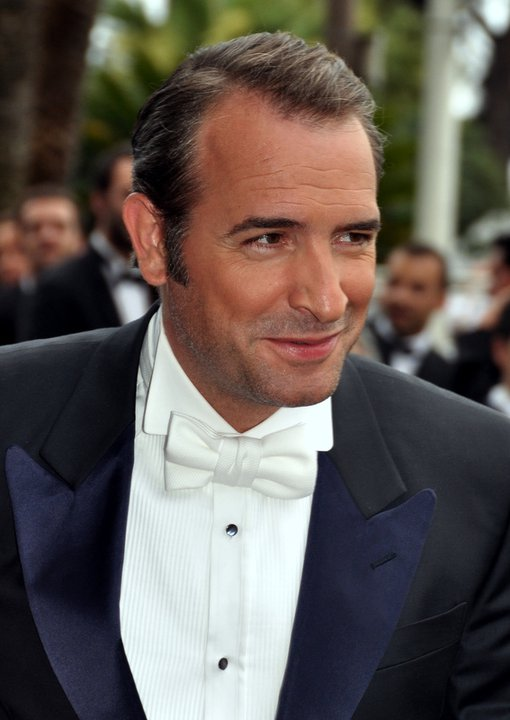
Bester Komödiendarsteller: Jean Dujardin

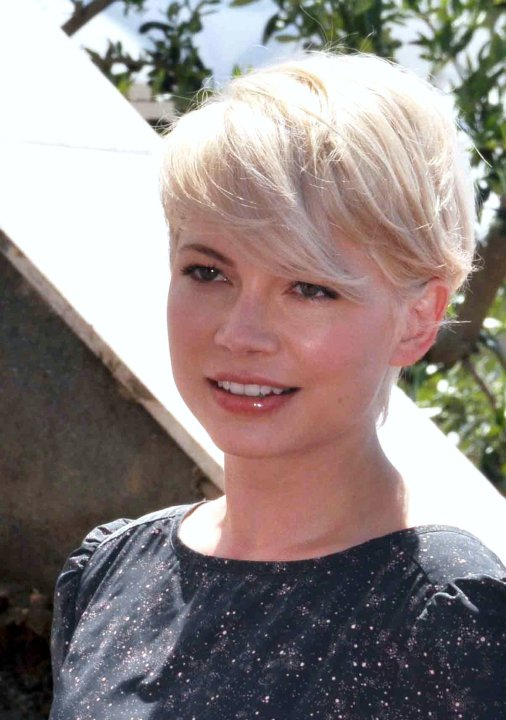
Ausgezeichnet für ihre Darstellung der Marilyn Monroe: Michelle Williams

### Bester Film – Drama
präsentiert von Harrison Ford
The Descendants – Familie und andere Angelegenheiten (The Descendants) – Regie: Alexander Payne
- Die Kunst zu gewinnen – Moneyball (Moneyball) – Regie: Bennett Miller
- Hugo Cabret (Hugo) – Regie: Martin Scorsese
- Gefährten (War Horse) – Regie: Steven Spielberg
- The Help – Regie: Tate Taylor
- The Ides of March – Tage des Verrats (The Ides of March) – Regie: George Clooney

### Bester Film – Komödie/Musical
präsentiert von Jane Fonda
The Artist – Regie: Michel Hazanavicius
- Brautalarm (Bridesmaids) – Regie: Paul Feig
- 50/50 – Freunde fürs (Über)Leben (50/50) – Regie: Jonathan Levine
- Midnight in Paris – Regie: Woody Allen
- My Week with Marilyn – Regie: Simon Curtis

### Beste Regie
präsentiert von Angelina Jolie
Martin Scorsese – Hugo Cabret (Hugo)
- Woody Allen – Midnight in Paris
- George Clooney – The Ides of March – Tage des Verrats (The Ides of March)
- Michel Hazanavicius – The Artist
- Alexander Payne – The Descendants – Familie und andere Angelegenheiten (The Descendants)

### Bester Hauptdarsteller – Drama
präsentiert von Natalie Portman
George Clooney – The Descendants – Familie und andere Angelegenheiten (The Descendants) 
- Leonardo DiCaprio – J. Edgar
- Michael Fassbender – Shame
- Ryan Gosling – The Ides of March – Tage des Verrats (The Ides of March)
- Brad Pitt – Die Kunst zu gewinnen – Moneyball (Moneyball)

### Beste Hauptdarstellerin – Drama
präsentiert von Colin Firth
Meryl Streep – Die Eiserne Lady (The Iron Lady) 
- Glenn Close – Albert Nobbs
- Viola Davis – The Help
- Rooney Mara – Verblendung (The Girl with the Dragon Tattoo)
- Tilda Swinton – We Need to Talk About Kevin

### Bester Hauptdarsteller – Komödie/Musical
präsentiert von Jessica Biel und Mark Wahlberg
Jean Dujardin – The Artist
- Brendan Gleeson – The Guard – Ein Ire sieht schwarz (The Guard)
- Joseph Gordon-Levitt – 50/50 – Freunde fürs (Über)Leben (50/50)
- Ryan Gosling – Crazy, Stupid, Love.
- Owen Wilson – Midnight in Paris

### Beste Hauptdarstellerin – Komödie/Musical
präsentiert von Kate Beckinsale und Seth Rogen
Michelle Williams – My Week with Marilyn
- Jodie Foster – Der Gott des Gemetzels (Carnage)
- Charlize Theron – Young Adult
- Kristen Wiig – Brautalarm (Bridesmaids)
- Kate Winslet – Der Gott des Gemetzels (Carnage)

### Bester Nebendarsteller
präsentiert von Mila Kunis und Gerard Butler
Christopher Plummer – Beginners
- Kenneth Branagh – My Week with Marilyn
- Albert Brooks – Drive
- Jonah Hill – Die Kunst zu gewinnen – Moneyball (Moneyball)
- Viggo Mortensen – Eine dunkle Begierde (A Dangerous Method)

### Beste Nebendarstellerin
präsentiert von Bradley Cooper
Octavia Spencer – The Help
- Bérénice Bejo – The Artist
- Jessica Chastain – The Help
- Janet McTeer – Albert Nobbs
- Shailene Woodley – The Descendants – Familie und andere Angelegenheiten (The Descendants)

### Bestes Drehbuch
präsentiert von Nicole Kidman und Clive Owen
Woody Allen – Midnight in Paris
- Aaron Sorkin, Steven Zaillian – Die Kunst zu gewinnen – Moneyball (Moneyball)
- George Clooney, Grant Heslov, Beau Willimon – The Ides of March – Tage des Verrats (The Ides of March)
- Nat Faxon, Alexander Payne, Jim Rash – The Descendants – Familie und andere Angelegenheiten (The Descendants)
- Michel Hazanavicius – The Artist

### Beste Filmmusik
präsentiert von Jimmy Fallon und Adam Levine
Ludovic Bource – The Artist
- Abel Korzeniowski – W.E.
- Trent Reznor, Atticus Ross – Verblendung (The Girl with the Dragon Tattoo)
- Howard Shore – Hugo Cabret (Hugo)
- John Williams – Gefährten (War Horse)

### Bester Filmsong
präsentiert von Jimmy Fallon und Adam Levine
„Masterpiece“ aus W.E. – Julie Frost, Jimmy Harry, Madonna
„The Living Proof“ aus The Help – Mary J. Blige, Harvey Mason junior, Damon Thomas, Thomas Newman
„Hello Hello“ aus  Gnomeo und Julia (Gnomeo and Juliet) – Elton John, Bernie Taupin
„The Keeper“ aus Machine Gun Preacher – Chris Cornell
„Lay Your Head Down“ aus Albert Nobbs – Brian Byrne, Glenn Close

### Bester Animationsfilm
präsentiert von Jessica Alba und Channing Tatum
Die Abenteuer von Tim und Struppi – Das Geheimnis der Einhorn (The Adventures of Tintin) – Regie: Steven Spielberg
- Arthur Weihnachtsmann (Arthur Christmas) – Regie: Barry Cook, Sarah Smith
- Cars 2 – Regie: John Lasseter, Brad Lewis
- Der gestiefelte Kater (Puss in Boots) – Regie: Chris Miller
- Rango – Regie: Gore Verbinski

### Bester fremdsprachiger Film
präsentiert von Madonna
Nader und Simin – Eine Trennung (Dschodai-ye Nader az Simin), Iran – Regie: Asghar Farhadi
- Der Junge mit dem Fahrrad (Le gamin au vélo), Belgien – Regie: Jean-Pierre und Luc Dardenne

- Die Haut, in der ich wohne (La piel que habito), Spanien – Regie: Pedro Almodóvar
- In the Land of Blood and Honey, Bosnien und Herzegowina – Regie: Angelina Jolie
- The Flowers of War (Jin líng shí san chai), China – Regie: Zhang Yimou

## Preisträger und Nominierte im Bereich Fernsehen

### Beste Serie – Drama
präsentiert von Melissa McCarthy und Paula Patton
Homeland
- American Horror Story – Die dunkle Seite in dir (American Horror Story)
- Boardwalk Empire
- Boss
- Game of Thrones

### Bester Serien-Hauptdarsteller – Drama
präsentiert von Melissa McCarthy und Paula Patton
Kelsey Grammer – Boss
- Steve Buscemi – Boardwalk Empire
- Bryan Cranston – Breaking Bad
- Jeremy Irons – Die Borgias (The Borgias)
- Damian Lewis – Homeland

### Beste Serien-Hauptdarstellerin – Drama
präsentiert von Dustin Hoffman
Claire Danes – Homeland
- Mireille Enos – The Killing
- Julianna Margulies – Good Wife (The Good Wife)
- Madeleine Stowe – Revenge
- Callie Thorne – Dr. Dani Santino – Spiel des Lebens (Necessary Roughness)

### Beste Serie – Komödie oder Musical
präsentiert von Salma Hayek und Antonio Banderas
Modern Family
- Enlightened
- Episodes
- Glee
- New Girl

### Bester Serien-Hauptdarsteller – Komödie oder Musical
präsentiert von Tina Fey und Jane Lynch
Matt LeBlanc – Episodes
- Alec Baldwin – 30 Rock
- David Duchovny – Californication
- Johnny Galecki – The Big Bang Theory
- Thomas Jane – Hung – Um Längen besser (Hung)

### Beste Serien-Hauptdarstellerin – Komödie oder Musical
präsentiert von Ashton Kutcher und Elle Macpherson
Laura Dern – Enlightened
- Zooey Deschanel – New Girl
- Tina Fey – 30 Rock
- Laura Linney – The Big C
- Amy Poehler – Parks and Recreation

### Beste Mini-Serie oder Fernsehfilm
präsentiert von Julianne Moore und Rob Lowe
Downton Abbey
- Cinema Verite – Das wahre Leben (Cinema Verite)
- Mildred Pierce
- The Hour
- Too Big to Fail – Die große Krise (Too Big to Fail)

### Bester Hauptdarsteller – Mini-Serie oder Fernsehfilm
präsentiert von Katharine McPhee und Debra Messing
Idris Elba – Luther
- Hugh Bonneville – Downton Abbey
- William Hurt – Too Big to Fail – Die große Krise (Too Big to Fail)
- Bill Nighy – Die Verschwörung – Verrat auf höchster Ebene (Page Eight)
- Dominic West – The Hour

### Beste Hauptdarstellerin – Mini-Serie oder Fernsehfilm
präsentiert von Julianne Moore und Rob Lowe
Kate Winslet – Mildred Pierce
- Romola Garai – The Hour
- Diane Lane – Cinema Verite – Das wahre Leben (Cinema Verite)
- Elizabeth McGovern – Downton Abbey
- Emily Watson – Die Vertraute des Mörders (Appropriate Adult)

### Bester Nebendarsteller – Serie, Mini-Serie oder Fernsehfilm
präsentiert von Sarah Michelle Gellar und Piper Perabo
Peter Dinklage – Game of Thrones
- Paul Giamatti – Too Big to Fail – Die große Krise (Too Big to Fail)
- Guy Pearce – Mildred Pierce
- Tim Robbins – Cinema Verite – Das wahre Leben (Cinema Verite)
- Eric Stonestreet – Modern Family

### Beste Nebendarstellerin – Serie, Mini-Serie oder Fernsehfilm
präsentiert von Felicity Huffman und William H. Macy
Jessica Lange – American Horror Story – Die dunkle Seite in dir (American Horror Story) 
- Kelly Macdonald – Boardwalk Empire
- Maggie Smith – Downton Abbey
- Sofía Vergara – Modern Family
- Evan Rachel Wood – Mildred Pierce

## Cecil B. DeMille Award
präsentiert von Sidney Poitier
Morgan Freeman

## Miss Golden Globe
Rainey Qualley (Tochter von Andie MacDowell)